# Desert Aire (Washington)
Desert Aire es un lugar designado por el censo (en inglés, census-designated place, CDP) ubicado en el condado de Grant, estado de Washington, Estados Unidos. Según el censo de 2020, tiene una población de 2288 habitantes.

## Geografía
La localidad está ubicada en las coordenadas 46°41′39″N 119°55′45″O / 46.69417, -119.92917 (46.694214, -119.92905).

## Demografía
Según la Oficina del Censo, en 2000 los ingresos medios de los hogares de la localidad eran de $35,719 y los ingresos medios de las familias eran de $36,971. Los hombres tenían ingresos medios por $25,417 frente a los $20,188 que percibían las mujeres. Los ingresos per cápita para la localidad eran de $18,719. Alrededor del 6.5% de la población estaba por debajo del umbral de pobreza.
De acuerdo con la estimación 2016-2020 de la Oficina del Censo, los ingresos medios de los hogares de la localidad son de $85,547 y los ingresos medios de las familias son de $78,512. No hay habitantes por debajo del umbral de pobreza.